# Abraham Lincoln (Healy)
Abraham Lincoln è un dipinto a olio su tela del 1869 opera dell'artista George Peter Alexander Healy raffigurante il 16° presidente degli Stati Uniti d'America Abraham Lincoln. Nel quadro il soggetto viene osservato da solo, mentre se ne sta proteso in avanti, con il gomito sul ginocchio e la testa appoggiata sulla mano.
La posa è ripresa dal di poco precedente The Peacemakers (gli operatori di pace) il quale rappresenta la data storica del 28 marzo 1865 in cui si tenne la sessione di strategia militare da parte del comando generale dell'Unione, composto dal generale unionista William Tecumseh Sherman, dal comandante generale dell'esercito statunitense Ulysses S. Grant, dal contrammiraglio dell'Union Navy David Dixon Porter ed infine dal comandante in capo Lincoln, a bordo del piroscafo River Queen durante gli ultimi giorni della guerra di secessione americana.

## Storia
Lincoln si sedette in posa per Healy nell'agosto del 1864 e l'artista iniziò a lavorare sui suoi schizzi per creare un ritratto il più fedele possibile del presidente. A seguito dell'assassinio di Abraham Lincoln avvenuto nell'aprile del 1865 Healy concepì The Peacemakers, che completò nel 1868. L'anno successivo decise di creare un nuovo ritratto rimuovendo i membri dell'alto comando di Lincoln per concentrarsi solo sul protagonista. Dipinse il ritratto mentre si trovava residente a Parigi.
A partire dal 3 marzo del 1869 un atto del Congresso autorizzò la commissione di un ritratto di Lincoln da appendere all'interno della Casa Bianca; di conseguenza Healy inviò la propria opera a Washington sperando che fosse la prescelta. Tuttavia la presidenza di Ulysses S. Grant selezionerà invece un dipinto da William F. Cogswell.
Robert Todd Lincoln, il figlio del presidente, acquistò il ritratto di Healy; si esprimerà in merito nella maniera seguente: "non ho mai visto un ritratto di mio padre che possa anche solo lontanamente essere paragonato ad esso in alcun modo".
Il dipinto rimarrà quindi di proprietà della vedova di R. T. Lincoln, Mary Harlan Lincoln, che a sua volta lo lasciò in eredità alla di lei figlia, Mamie Lincoln Isham, con l'intesa che sarebbe stato consegnato alla Casa Bianca allorquando Mamie fosse deceduta. Entrò pertanto a far parte della collezione ufficiale presidenziale nel 1938, al tempo della Presidenza di Franklin Delano Roosevelt. Si trova posizionato nella State Dining Room.
La First lady degli Stati Uniti d'America Lady Bird Johnson identificherà il dipinto come uno dei suoi preferiti fra tutti quelli esposti. Sebbene la presidenza di Richard Nixon avesse spostato il ritratto sostituendolo con Palisades on the Hudson, la successiva presidenza di Gerald Ford fece ritornare il dipinto nella sua posizione originale.
Una riproduzione del ritratto è appesa nell'Illinois Executive Mansion, la residenza ufficiale del governatore dell'Illinois a Springfield, in Illinois, e nella Camera dei rappresentanti del Minnesota subito dietro la cattedra dello Speaker.